# Laura Duke Condominas
 (juillet 2025).
Si vous disposez d'ouvrages ou d'articles de référence ou si vous connaissez des sites web de qualité traitant du thème abordé ici, merci de compléter l'article en donnant les références utiles à sa vérifiabilité et en les liant à la section « Notes et références ».
Laura Duke Condominas, également créditée sous le nom Laura Duke, née Laura Duke Mathews en avril 1951 à Boston, est une actrice américaine.
Fille de l’artiste franco-américaine Niki de Saint Phalle et du romancier américain Harry Mathews, elle est principalement connue pour son interprétation de Guenièvre dans le film Lancelot du lac (1974) de Robert Bresson.

## Biographie
Laura Duke, née en avril 1951 à Boston, est la fille de l’artiste franco-américaine Niki de Saint Phalle et de l’écrivain américain Harry Mathews. Elle grandit en France dans un environnement artistique et cinématographique marqué par les troubles psychiques de sa mère. Après la séparation de ses parents en 1960, elle vit avec son père et son frère Philip.
Elle est surtout connue pour son interprétation de Guenièvre dans le film Lancelot du Lac de Robert Bresson (1974). Bresson travaillait depuis longtemps à une adaptation de la légende du Graal et avait initialement envisagé Niki de Saint Phalle pour le rôle de Guenièvre. Le choix de sa fille, Laura, s’est finalement imposé lorsqu’il tomba par hasard sur une photographie d’elle, sans savoir qu’elle était la fille de sa première muse. Le tournage s’est déroulé entre juin et septembre 1973 sur l'île de Noirmoutier-en-l'Île, et le film a été présenté au Festival de Cannes en mai 1974.
Laura Duke apparaît ensuite dans le film de sa mère Un rêve plus long que la nuit (1976), ainsi que dans un petit rôle dans La Nuit porte-jarretelles (1985) de Virginie Thévenet.
Elle épouse le photographe Laurent Condominas, lié au collectif de cinéma expérimental Zanzibar Films associé aux événements de mai 1968. Leur fille, Bloum (aujourd’hui connue sous le nom de Bloum Cardenas), naît en 1971 à Bali.
Installée depuis aux États-Unis, Laura Duke Condominas travaille dans la région de San Francisco comme conceptrice culturelle[réf. nécessaire]. En 2008, elle contribue à la production du film panoramique immersif Maya Skies. Elle fonde par la suite The Curved Blackboard, un programme d’immersion artistique et scientifique (STEAM) destiné à la jeunesse en difficulté de la région de la baie de San Francisco.
Ce projet est intégré de 2015 à 2017 dans le système scolaire de Berkeley, avec le soutien de l’université de Californie à Berkeley et du district scolaire local.

## Filmographie

### Cinéma
- 1974 : Lancelot du Lac de Robert Bresson : la Reine Guenièvre
- 1975 : Non si scrive sui muri a Milano de Raffaele Maiello : Luciana
- 1976 : Un rêve plus long que la nuit de Niki de Saint Phalle : Camélia
- 1985 : La Nuit porte-jarretelles de Virginie Thévenet
- 1985 : Un film (autoportrait) de Marcel Hanoun : elle-même
- 1999 : Zanzibar à Saint-Sulpice de Gérard Courant (court métrage) : elle-même

### Télévision
- 1978 : Video 50 de Robert Wilson : Diane
- 1980 : Histoires étranges (mini-série), épisode La Morte amoureuse de Peter Kassovitz : Diane
- 1983 : Credo de Jacques Deray (téléfilm) : la secrétaire